# Nowy Glinik

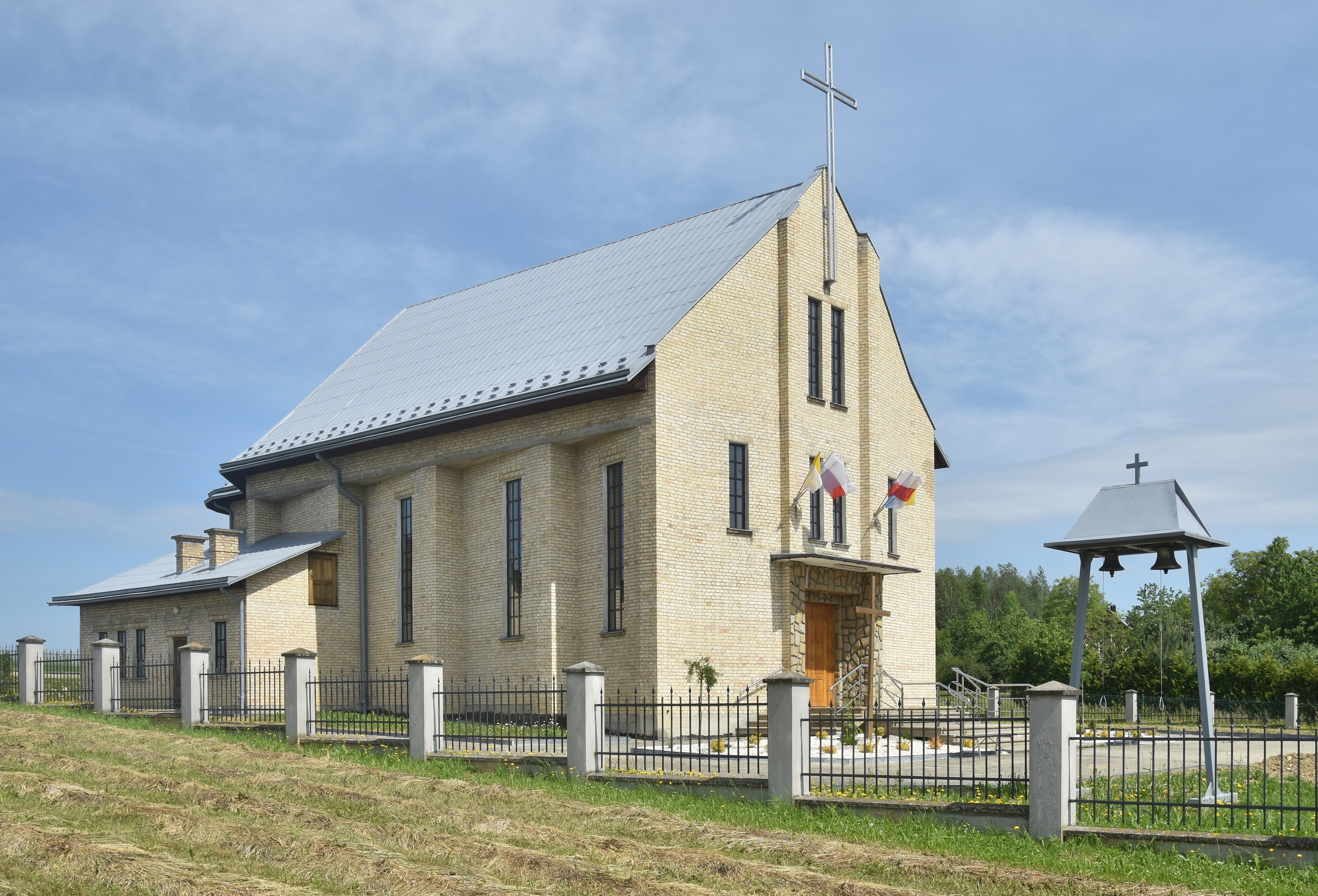
Römisch-katholische Kirche in Nowy Glinik

Nowy Glinik (früher Glinik Niemiecki) ist ein Dorf der Landgemeinde Tarnowiec im Powiat Jasielski in der Woiwodschaft Karpatenvorland in Polen.

## Geographie
Der Ort liegt im Sanoker Flachland. Die Nachbarorte sind Glinik Polski im Osten, Łajsce im Süden, Majscowa und Zarzecze im Westen, sowie Łaski und Gąsówka im Norden.

## Geschichte
Glinik Polski (etwa Polnisch Glinik) ist älter als Nowy Glinik (etwa Neu Glinik) und wurde angeblich schon im Jahr 1344 als Glinik genannt (eine Erwähnung im Jahr 1660). Im Jahr 1388 wurde das Dorf Glinnik ins deutsche Recht übertragen, was der Anfang von Nowy Glinik war. Der Name Glinik bzw. Glinnik ist in Polen verbreitet und bedeutet ein Ort, wo man Ton (polnisch glina) ausgräbt. Ab dem 15. Jahrhundert wurde das ältere Dorf mit dem Adjektiv Polonicalis, Polonorum bzw. Polski (d. h. polnisch) erwähnt, während der jüngere Ort mit dem Adjektiv Theutonicalis, Almanorum bzw. Niemeczski (später Niemiecki, deutsch) zugefügt wurde. Der erste Schultheiß in Nowy Glinik (Niemiecki) in den Jahren 1388 bis 1398 war Mikołaj Wierzba, danach sein Sohn Jakusz Wierzba. Diese Familie erhielt auch das Schulzenamt in Grudna Kępska. Im 15. Jahrhundert wanderte sie nach Ruthenien aus.
Der Ort gehörte zunächst zum Königreich Polen (ab 1569 in der Adelsrepublik Polen-Litauen), Woiwodschaft Krakau, Kreis Biecz. Bei der Ersten Teilung Polens kam Glinik Niemiecki 1772 zum neuen Königreich Galizien und Lodomerien des habsburgischen Kaiserreichs (ab 1804). Ab dem Jahr 1855 gehörte Glinik Niemiecki zum Bezirk Jasło.
1918, nach dem Ende des Ersten Weltkriegs und dem Zusammenbruch der k.u.k. Monarchie, kam Nowy Glinik zu Polen. Unterbrochen wurde dies nur durch die Besetzung Polens durch die Wehrmacht im Zweiten Weltkrieg.
In der Zwischenkriegszeit wurde das Dorf von Glinik Niemiecki zu Glinik Górny (etwa Ober-Glinik) umbenannt, ab dem Jahr 1952 Nowy Glinik. Von 1975 bis 1998 gehörte Nowy Glinik zur Woiwodschaft Krosno.